# NGC 5518
NGC 5518 (другие обозначения — MCG 4-34-6, ZWG 133.13, NPM1G +21.0389, PGC 50817) — галактика в созвездии Волопас.
Этот объект входит в число перечисленных в оригинальной редакции «Нового общего каталога».